# António Rodrigues Sampaio

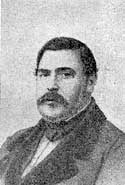
António Rodrigues Sampaio

António Rodrigues Sampaio (* 25. Juli 1806 in Esposende; † 13. September 1882 in Sintra) war ein Politiker aus der Zeit der konstitutionellen Monarchie in Portugal. Er war prominentes Mitglied der Regenerationspartei, mehrmals Innenminister und 1881 kurzzeitig Außenminister und Regierungschef seines Landes.

## Leben
Rodrigues Sampaio war zunächst politischer Journalist und unterstützte die Sache der Liberalen (Anhänger einer konstitutionellen Monarchie) gegen den Absolutismus. Als die Absolutisten während der Herrschaft König Michaels die Macht im Lande innehatten, saß er von 1828 bis 1831 wegen seiner politischen Ansichten im Gefängnis. Nach dem Sieg der Liberalen im Miguelistenkrieg unterstützte er zunächst die Setembristen, näherte sich dann aber dem Herzog von Saldanha an, dem er zeit seines Lebens ein enger politischer Weggefährte bleiben sollte. Er wurde Mitglied der von Saldanha gegründeten Regenerationspartei und 1851 zum ersten Mal in das portugiesische Parlament, die Cortes, gewählt. 1870, in der vierten Regierung Saldanhas, fungierte er als Innenminister. Nachdem Saldanha nach einigen Monaten gestürzt wurde, außer Landes ging und in der portugiesischen Innenpolitik keine Rolle mehr spielte, wurde António Maria de Fontes Pereira de Melo der unbestrittene Chef der Regenerationspartei. Rodrigues Sampaio diente diesem, wie er vorher Saldanha gedient hatte und war während der gesamten Zeit der ersten Regierung Fontes de Melo, von 1871 bis 1877, Innenminister, ein Posten, den er auch in der zweiten Regierung Fontes de Melo 1879 behalten sollte. 1879 gelang es der oppositionellen Progressiven Partei unter Anselmo José Braamcamp Fontes de Melo in der Regierung abzulösen. Dieser konnte sich mit dem Machtverlust nicht abfinden, und es gelang ihm schließlich 1881 Braamcamp zu stürzen. Fontes de Melo glaubte aber zu diesem Zeitpunkt zu unpopulär zu sein, um selbst die Regierung zu übernehmen, er suchte gewissermaßen einen Platzhalter und fand diesen in Rodriques Sampaio. Dieser wurde somit selbst für kurze Zeit Ministerpräsident. Noch im gleichen Jahr wollte Fontes dann aber doch die Regierung selbst übernehmen, und Rodrigues Sampaio trat zu dessen Gunsten zurück.
| Vorgänger              | Amt                               | Nachfolger                              |
| ---------------------- | --------------------------------- | --------------------------------------- |
| Anselmo José Braamcamp | Premierminister von Portugal 1881 | António Maria de Fontes Pereira de Melo |

| Personendaten    | Personendaten              |
| ---------------- | -------------------------- |
| NAME             | Rodrigues Sampaio, António |
| KURZBESCHREIBUNG | portugiesischer Politiker  |
| GEBURTSDATUM     | 25. Juli 1806              |
| GEBURTSORT       | Esposende                  |
| STERBEDATUM      | 13. September 1882         |
| STERBEORT        | Sintra                     |